# پیشوائیان
پیشوائیان یا پیشواییان یک نام خانوادگی است. افراد شاخص با این نام از این قرارند:
- جلال پیشوائیان، بازیگر سینمای ایران
- نعمت‌الله پیشواییان، بازیگر سینمای ایران